# Vila Valério
Vila Valério är en kommun i Brasilien.   Den ligger i delstaten Espírito Santo, i den sydöstra delen av landet, 900 km öster om huvudstaden Brasília. Antalet invånare är 13 830.
Omgivningarna runt Vila Valério är huvudsakligen savann. Runt Vila Valério är det ganska glesbefolkat, med 39 invånare per kvadratkilometer.